# Meg Otanwa
Meg Otanwa (nacida el 14 de febrero) es una actriz y ex banquera nigeriana. Profesaba ser una amante de los idiomas y, según los informes, habla cinco con fluidez. Debutó en Nollywood en 2011 en la película I'll Take My Chances y participó en películas como  1 de octubre (2018), Ojuju (2014), Kpians: The Feast of Souls (2014) y entre otras. Fue la estrella de portada de la revista Zen en noviembre de 2006.

## Biografía
Otanwa proviene del área de habla Idoma en el estado de Benue, Nigeria, y se crio parcialmente en Lagos. Proviene de una familia políglota y habla cinco idiomas, incluidos inglés, yoruba, francés, hausa, su lengua materna Idoma y algo de español. Se graduó de la Universidad Ahmadu Bello, Zaria, donde obtuvo una licenciatura en idioma inglés, luego procedió a obtener una maestría en Gestión de Recursos Humanos en la Universidad TIME, Túnez, y luego, una Maestría en Administración de Empresas licenciada en la Universidad Jean Moulin en Lyon, Francia. 

## Carrera
Habiendo trabajado durante un largo período en el Banco Africano de Desarrollo, Túnez, Túnez, renunció y siguió una carrera en la actuación, debutando en Nollywood en 2011, en la película de danza dramática de Emem Isong, I'll Take My Chance. En 2014, fue la protagonista de la película de Kunle Afolayan, 1 de octubre ;  la serie dramática de Bodunrin Sasore, Before 30, personificando a "Aisha"; y la película de Charles Novia, Atlanta.
Participó en la primera telenovela de Africa Magic realizada en 2016, Nollywood's Hush, como "Koko Ogunbiade", junto a un elenco conformado por Mofe Damijo, Thelma Okoduwa y Rotimi Adelegan.
Fue nominada en los premios Africa Magic Viewers Choice Awards 2017 a la Mejor Actriz de Drama y al premio de reconocimiento AMVCA a la serie original de MNET, que ganó, por su papel en la telenovela de suspenso, Hush. También estuvo presente en la alfombra roja del evento de 2018.
En la película de Tosin Igho de 2018 titulada, The Eve, participó como "Yewande", actuando junto a actores y actrices como Beverly Naya, Hauwa Allhabura, John Okafor y otros.
En la película de 2020, Para Maria Ebun Pataki, dirigida por Damilola Orimogunje, interpretó a "Derin".
También se unió al elenco del thriller de ciencia ficción de Dimeji Ajibola, Ratnik, que se estrenará el 1 de diciembre de 2020, con el personaje de "Ángela" junto a Osas Ighodaro, Karibi Fubara y Paul Utomi.

## Filmografía
| Año             | Película                   | Rol            | Notas                                    | Ref.          |
| --------------- | -------------------------- | -------------- | ---------------------------------------- | ------------- |
| 2020            | Ratnik                     | Angela         | Sci-fi thriller                          | [ 15 ]        |
| 2020            | For Maria Ebun Pataki      | Derin          | Drama                                    | [ 16 ]        |
| 2018            | Payday                     | Kimberley      | Comedia                                  | [ 17 ]        |
| 2018            | The Eve                    | Yewande        | Drama romántico                          | [ 11 ] [ 18 ] |
| 2018            | Knockout Blessing          | Actriz         | Acción, Comedia, Thriller                | [ 19 ]        |
| 2016 - 2017     | Hush                       | Koko Ogunbiade | Telenovela thriller; serie de televisión | [ 20 ]        |
| 2015 - presente | Before 30                  | Aisha          | Serie de drama                           | [ 21 ]        |
| 2015            | Road to Yesterday          | Tomiwa         | Romance, Drama, Thriller                 | [ 22 ]        |
| 2015            | Doll House                 | Yemisi         | Drama                                    | [ 23 ]        |
| 2014            | October 1                  | Yejide         | Thriller                                 | [ 24 ] [ 25 ] |
| 2014            | Kpians: The Feast of Souls | Jane           | Acción, Horror                           | [ 26 ]        |
| 2014            | Ojuju                      | Alero          | Horror, Thriller                         | [ 27 ]        |
| 2011            | I'll Take My Chances       | Actriz         | Drama, baile                             |               |

## Premios y nominaciones
| Año  | Evento | Categoría             | Nominado   | Resultado |
| ---- | ------ | --------------------- | ---------- | --------- |
| 2017 | AMVCA  | Mejor Actriz de Drama | Meg Otanwa | Ganadora  |